# Liste des circonscriptions législatives des Alpes-de-Haute-Provence
Le département français des Alpes-de-Haute-Provence (Basses-Alpes jusqu'en 1970) est, sous la Cinquième République, constitué de deux circonscriptions législatives, ce nombre étant stable depuis 1958.
Leurs limites actuelles sont les mêmes depuis le redécoupage de 1986.

## Présentation
Par ordonnance du 13 octobre 1958 relative à l'élection des députés à l'Assemblée nationale, le département des Alpes-de-Haute-Provence est constitué de deux circonscriptions électorales. 
Lors des élections législatives de 1986 qui se sont déroulées selon un mode de scrutin proportionnel à un seul tour par listes départementales, le nombre de deux sièges des Alpes-de-Haute-Provence a été conservé.
Le retour à un mode de scrutin uninominal majoritaire à deux tours en vue des élections législatives suivantes, a maintenu ce nombre de deux sièges,, selon un nouveau découpage électoral.
Le redécoupage des circonscriptions législatives réalisé en 2010 et entrant en application à compter des élections législatives de juin 2012, n'a modifié ni le nombre ni la répartition des circonscriptions des Alpes-de-Haute-Provence.

## Composition des circonscriptions

### Composition des circonscriptions de 1958 à 1986

Carte des circonscriptions de l'Allier de 1958 à 1986

À compter de 1958, le département des Alpes-de-Haute-Provence comprend deux circonscriptions, formées des cantons suivants :
- 1re circonscription : Allos, Barcelonnette, Barrême, Digne (Digne-les-Bains-Est et Digne-les-Bains-Ouest après 1973), La Javie, Le Lauzet, Les Mées, Mézel, La Motte, Saint-Paul, Seyne, Sisteron, Turriers, Volonne.
- 2e circonscription : Annot, Banon, Castellane, Colmars, Entrevaux, Forcalquier, Manosque (1958-1973), Manosque-Nord (1973-1988), Manosque-Sud (1985-1988), Manosque-Sud-Est (1985-1988) et Manosque-Sud-Ouest (1985-1988), Moustiers-Sainte-Marie, Noyers-sur-Jabron, Peyruis, Reillanne, Riez, Saint-André-les-Alpes, Saint-Étienne-les-Orgues, Senez, Valensole.

### Composition des circonscriptions depuis 1988

Carte des circonscriptions de l'Allier de 1986 à 2012

À compter du découpage de 1986, le département des Alpes-de-Haute-Provence comprend deux circonscriptions regroupant les cantons suivants :
- 1re circonscription : Allos-Colmars, Annot, Barrême, Castellane, Digne-les-Bains-Est, Digne-les-Bains-Ouest, Entrevaux, La Javie, Les Mées, Mézel, Moustiers-Sainte-Marie, Peyruis, Riez, Saint-André-les-Alpes, Valensole, Volonne.
- 2e circonscription : Banon, Barcelonnette, Forcalquier, Le Lauzet-Ubaye, Manosque-Nord, Manosque-Sud-Est, Manosque-Sud-Ouest, La Motte, Noyers-sur-Jabron, Reillanne, Saint-Étienne, Seyne, Sisteron, Turriers.

À la suite du redécoupage des cantons de 2014, les circonscriptions législatives ne sont plus composées de cantons entiers mais continuent à être définies selon les limites cantonales en vigueur en 2010. Les circonscriptions sont ainsi composées des cantons actuels suivants :
- 1re circonscription : Castellane, Château-Arnoux-Saint-Auban, Digne-les-Bains-1, Digne-les-Bains-2, Forcalquier (2 communes), Oraison (2 communes), Riez, Seyne (6 communes), Valensole.
- 2e circonscription : Barcelonnette, Forcalquier (13 communes), Manosque-1, Manosque-2, Manosque-3, Oraison (1 commune), Reillanne, Seyne  (28 communes), Sisteron.